# Santay
Santay (špa. Isla Santay) je rječni otok na rijeci Guayas u pokrajini Guayas, u Ekvadoru. Dio je kantona Durán. Naseljen sa 47 obitelji koje tamo žive od 1950-ih i ranije. Površine je 22 km2. Istočno od otoka je manji otočić Isla El Gallo.

## Promet
Otok je mostovima povezan s gradovima Guayaquil (na lijevoj, zapadnoj obali rijeke Guayas) i  Durán (na desnoj obali).

## Okoliš
Otok je nizak i podložan je poplavama zbog fluktuirajućih razina vode u rijeci Guayas. Oko 1.000 ha je prekriven mangrovom. Ostali vegetacijski pokrov uključuje listopadne šume, prirodne savane i pašnjake za stoku. Santay je proglašen Ramsarskim područjem, a otok je u procesu da postane Nacionalno zaštićeno područje. BirdLife International je također proglasio otok važnim područjem za ptice (IBA) jer podržava značajnu populaciju gvajakvilskih jandaja (lat. Psittacara erythrogenys.

## Vanjske poveznice
|  | Zajednički poslužitelj ima još gradiva o temi Santay |

- Isla Santay